# 리투아니아군
리투아니아군(리투아니아어: Lietuvos ginkluotosios pajėgos)은 리투아니아의 군대이다. 리투아니아군은 리투아니아 육군, 리투아니아 해군, 리투아니아 공군, 리투아니아 특수작전군으로 구성되어 있다. 전시에는 리투아니아 국경경비대(평시 내무부의 감독 하에 있음)가 리투아니아군의 일부가 된다. 특별한 보안 부서가 VIP 보호 및 통신 보안을 처리한다.
리투아니아군의 목적은 국가에 대한 안보 위협에 대한 주요 억제력이다. 리투아니아의 국방 시스템은 리투아니아의 국가 안보 전략에 의해 의무화된 "완전하고 무조건적인 국방"의 개념에 기초하고 있다. 리투아니아의 국방 정책의 목표는 그들의 사회를 일반적인 국방에 대비시키고 리투아니아를 서방의 안보와 국방 구조에 통합시키는 것이다. 국방부는 전투 병력, 수색 구조, 정보 작전을 담당한다.
남성 징병제는 러시아-우크라이나 전쟁에 따른 지정학적 환경에 대한 우려로 2008년 폐지됐다가 부활한 2015년부터 시행되고 있다.
리투아니아의 2022년 국방 예산은 약 10억 5천만 유로였으나, 3월 17일에는 15억 유로로 증액되었다.

## 역사

### 리투아니아 대공국
리투아니아 군대는 13세기부터 1795년까지 활동한 리투아니아 대공국 군대에서 유래한다. 1569년 루블린 연합 이후, 리투아니아 군대는 1795년 제3차 분할까지 폴란드-리투아니아 연방의 군대에서 폴란드 왕관 군대와 동등하게 유지되었다. 리투아니아 대공국 군대는 블루 워터 전투 (1362~63년), 타넨베르크 전투 (1410년), 오르샤 전투 (1514년), 키르홀름 전투 (1605년)와 같은 많은 주요 전투에서 싸웠다.
다른 중세 유럽 국가들과 마찬가지로, 군대는 중세 후기 동안 귀족들에 의해 길러졌다. 17세기까지, 그것은 대부분 전문적인 군대에 의해 열등했고 상비군이 도입되었다.

### 전후 시기
1918년 2월 16일에 리투아니아가 복구된 후, 즉시 그들의 군대를 만들기 시작했다. 국방부의 첫 번째 명령은 1918년 11월 23일에 내려졌고 이 날짜는 현대 리투아니아 국군의 창설일로 여겨진다. 새롭게 결성된 군대는 거의 즉시 세 번의 독립 전쟁을 치렀다. 리투아니아-소련 전쟁과 버몬트 전쟁에서 승리한 후, 폴란드-리투아니아 전쟁에서 리투아니아는 수도 빌뉴스를 포함하여 많은 부분을 잃었다. 전쟁 사이에, 장갑 장비는 주로 경전차와 탱크류인 영국의 카덴 로이드 탱케트, 프랑스의 르노 FT-17, 스웨덴의 랜드스벡-181, 독일의 에르하르트 E-V/4로 구성되었다. 1935년, 리투아니아는 화학 전쟁에 대한 방어뿐만 아니라 탄약을 위한 화학 물질에 특화된 첨단 군사 연구소를 열었다. 실험실의 건설은 유오자스 비브라가 감독했다. 1940년, 리투아니아는 상당한 공군을 가지고 있었고, 그 중 절반 정도는 현지에서 설계되고 생산된 118대의 항공기로 구성되었다. 제2차 세계 대전 동안, 리투아니아는 나치 독일과 소련의 침략을 받았고, 결국 소련의 점령으로 끝났다. 리투아니아군은 1940년 리투아니아 인민 정부에 의해 리투아니아 인민군으로 개조되었다. 소련의 억압에도 불구하고, 1950년대까지 지속된 상당한 무장한 리투아니아 저항이 있었다.

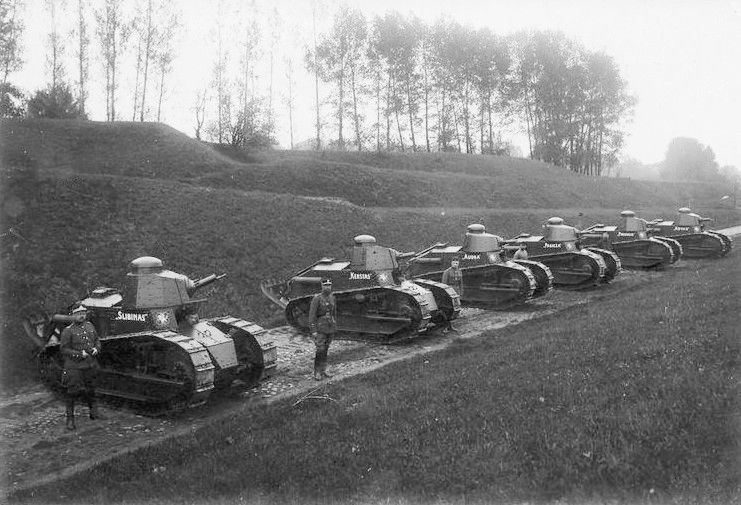
1924년 리투아니아 르노 FT-17 전차
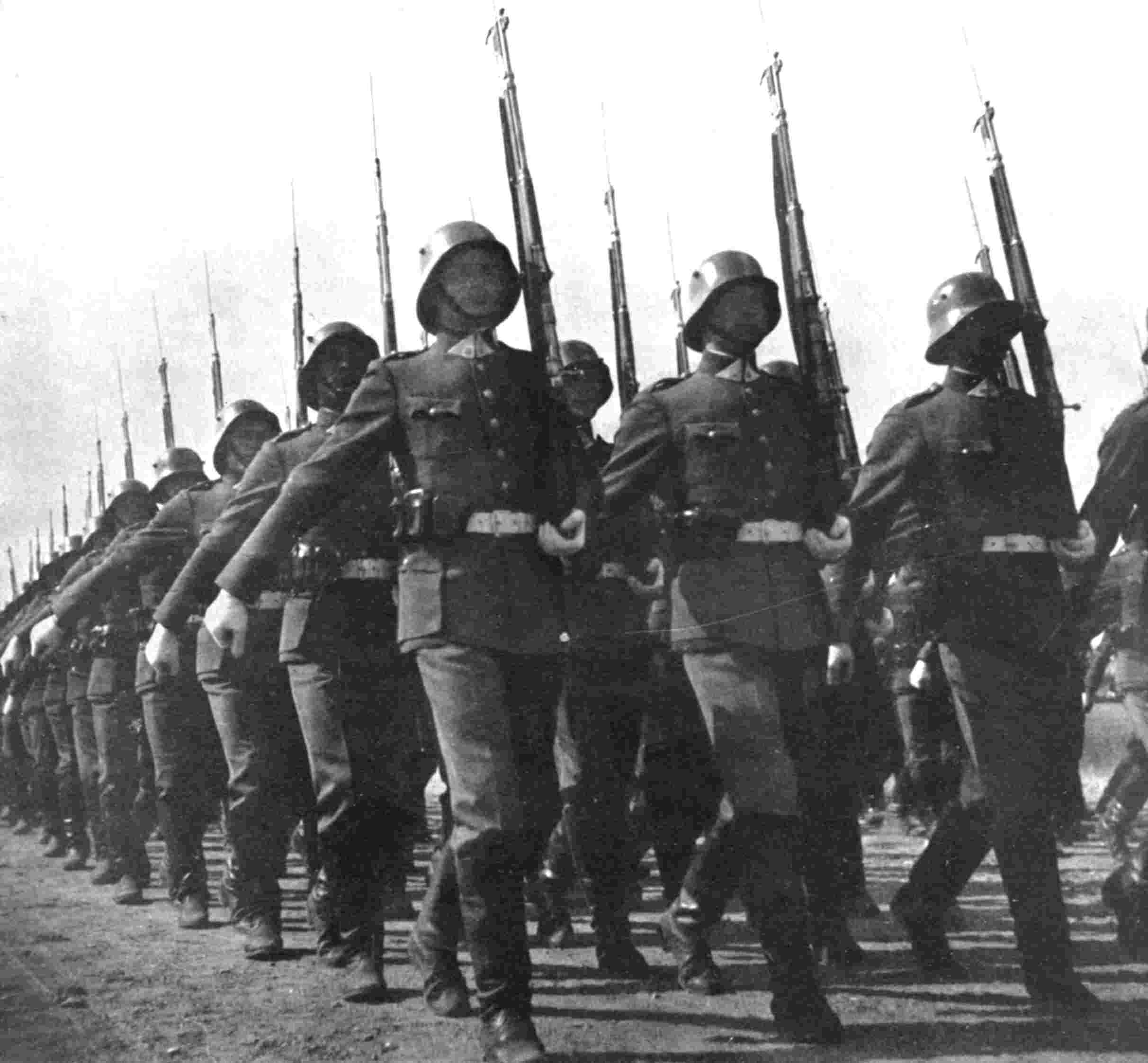
1938년 리투아니아 육군
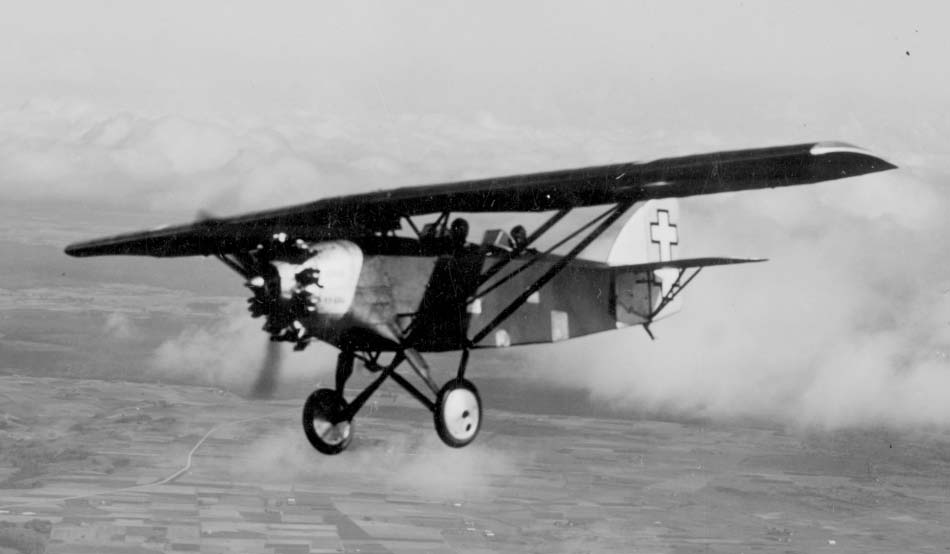
1930년대의 리투아니아 설계 ANBO III 항공기

### 복구 및 NATO

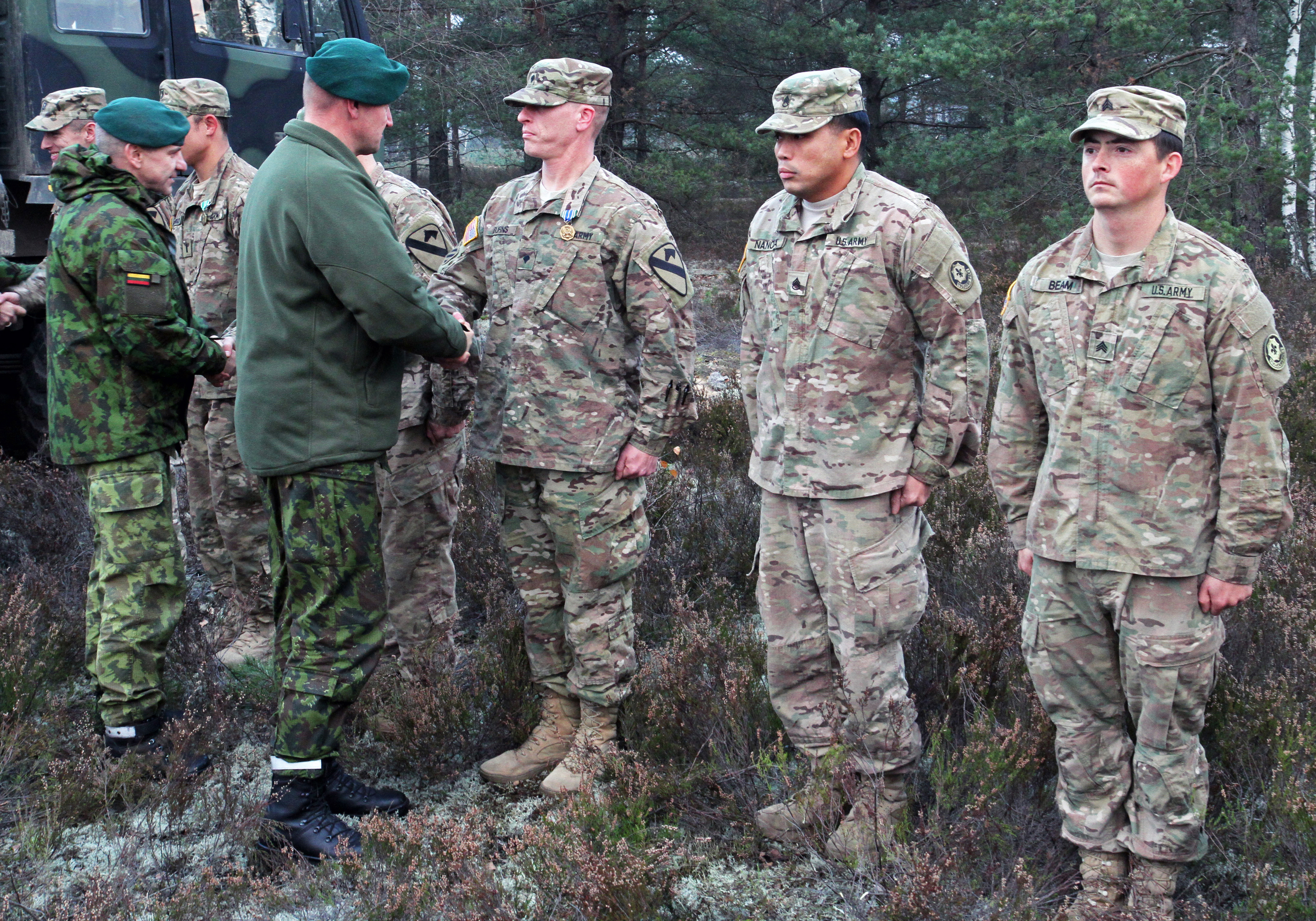
2014년 대서영 결의 작전 중 미군과 악수하는 리투아니아 군인들

독립 회복 이후, 현대 군대는 1990년 4월 25일 국방부의 설립과 함께 공식적으로 복구되었다. 1월 사건 이후, 가벼운 무장을 한 자원봉사자들로부터 자발적인 국방부가 만들어졌다. 리투아니아군은 1992년 11월 19일에 공식적으로 복구되었다. 서유럽 국가들, 특히 스웨덴은 과도한 장비를 팔거나 기부함으로써 초기 군대를 형성하는 것을 도왔다. 그러나 곧 리투아니아는 군대를 현대화하기 시작했고, 2001년에 미국산 FGM-148 재블린 시스템을 획득한 첫 번째 유럽 국가가 되었고, 2002년에 FIM-92 스팅어를 구입했다.
리투아니아는 1994년에 NATO 가입을 신청했고 결국 2004년에 NATO에 가입했다. 그 이후로 군대를 현대화했고 아프가니스탄에서의 NATO 주도의 임무를 포함하여 많은 국제적인 임무에 참여해왔다.
징병제는 2008년 9월에 폐지되었지만 러시아의 우크라이나 군사 개입에 따른 지정학적 환경에 대한 우려 때문에 2015년에 재도입되었다.

## 국제 협력
리투아니아는 2004년부터 NATO 군사동맹의 회원국이다. 유럽 연합에서는 2008년부터 리투아니아 군대가 북유럽 전투 그룹에 참여하고 있다. 리투아니아군은 2014년 결성된 영국 합동 원정군에도 참여하고 있다.
2009년, 리투아니아는 지역 협력을 장려하기 위해 리투아니아-폴란드-우크라이나 여단을 창설했다.